# Ferrovia sopraelevata dell'Esposizione di Milano
La ferrovia sopraelevata dell'Esposizione di Milano fu realizzata per collegare le due aree in cui si teneva l'esposizione universale del 1906 a Milano: il parco Sempione e la piazza d'Armi.

## Storia
Nel 1906 si tenne a Milano l'Esposizione universale, dedicata al tema dei trasporti ed allestita per celebrare l'apertura del traforo del Sempione.
L'esposizione si teneva in due aree, il parco Sempione e la piazza d'Armi, l'attuale Parco Sempione, poco distanti l'una dall'altra ma separate dalla stazione di smistamento; pertanto per consentire un collegamento celere fra le due aree venne decisa la costruzione di una ferrovia sopraelevata a carattere provvisorio, che nell'aspetto avrebbe ricordato le metropolitane coeve.
La linea risultò lunga 1.350 metri e venne attivata nell'aprile 1906, pochi giorni prima dell'apertura dell'esposizione (29 aprile). Venne smantellata al termine della stessa (11 novembre).

## Caratteristiche
La linea, lunga 1350 m, collegava le due stazioni capolinea poste nelle due aree espositive, e non aveva stazioni intermedie. Il tracciato si svolgeva quasi interamente in viadotto, tranne la tratta interna al parco, posta al livello del suolo per non interferire con la prospettiva dall'arco della Pace al Castello Sforzesco.
Il viadotto era costruito in legno sopra le strade cittadine, e in ferro sul tratto di scavalcamento della stazione di smistamento.
La linea era a doppio binario, anche se le stazioni contavano un unico binario capolinea; le strutture di stazione erano in legno, riccamente decorate con elementi liberty; la stazione del Viadotto nel Parco era opera dell'architetto toscano Orsino Bongi, figura di rilievo del movimento Liberty; il deposito era posto in fregio alla via Mario Pagano.
La linea fu elettrificata in corrente alternata monofase, alla tensione di 2400 V e frequenza di 15 Hz, con impianti forniti dalla società americana Westinghouse.
Gli equipaggiamenti di trazione e alimentazioni furono progettati dal Comitato per la Trazione Elettrica Dottor Giorgio Finzi, in seguito Società Officine elettro ferroviarie Tallero, con stabilimento in quello che poi divenne il deposito ATM di via Giambellino.

## Mezzi
Per l'esercizio vennero costruite dalla OM 18 elettromotrici a due assi, permanentemente unite a formare quattro elettrotreni di quattro elementi (più un mezzo treno di riserva); l'equipaggiamento elettrico fu fornito dall'Unione Elettrotecnica Italiana.
I treni avevano una velocità massima di 40 km/h, e l'intera linea veniva percorsa in soli 3 minuti; ogni treno portava 260 viaggiatori di cui 144 seduti.  "I sedili sono imbottiti con cuscini a molla di velluto rosso con schienali pure imbottiti".
Con la chiusura della linea, il materiale rotabile e parte degli impianti elettrici vennero riutilizzati sulla tranvia Pallanza-Fondotoce, attivata nel 1910.